# Mario Party 7
Mario Party 7 (マリオパーティ7?, Mario Pāti 7) è il settimo capitolo della serie Mario Party. Ha venduto 1.86 milioni di copie in tutto il mondo.

## Trama
Mastro Toad invita Mario e i suoi amici a partecipare a una crociera intorno al mondo. Bowser, non avendo ricevuto l'invito, decide di vendicarsi...

## Modalità di gioco
Esistono varie modalità di gioco:
- Crociera Party: quattro giocatori possono affrontarsi nella grande gara oppure formare due squadre. Si possono formare anche quattro squadre, arrivando così a 8 giocatori.
- Crociera Standard: qui si sfida un solo personaggio guidato dal computer o un solo amico.
- Crociera superlusso: contiene moltissimi giochi per 8 giocatori
- Crociera minigiochi: qui si gioca ai minigiochi sbloccati nella crociera o partecipare a varie gare.

## Personaggi
I personaggi giocabili sono 12, di cui 2 sbloccabili:
- Mario
- Luigi
- Peach
- Yoshi
- Wario
- Daisy
- Waluigi
- Toad
- Boo
- Toadette
- Strutzi
- Tartosso